# Syngenta
Syngenta Group è una multinazionale svizzera che produce semi e prodotti chimici per l'agricoltura.
La società è nata il 13 novembre 2000 dalla fusione di Novartis Agribusiness e Zeneca Agrochemicals. Da uno studio del 2009 la società risulta essere il terzo rivenditore al mondo di semi e prodotti biotecnologici, dietro alla Monsanto e alla DuPont Pioneer. La società conta più di 28.000 dipendenti in oltre 90 paesi nel mondo.
Nel 2017 è stata rilevata dalla società cinese ChemChina per 43 miliardi di euro. Syngenta AG è diventata una filiale di Syngenta Group Co., Ltd. con sede a Shanghai.

## Storia
La società, nonostante sia stata fondata nel 2000, vanta origini antiche. Novartis ebbe origine nel 1995 da una fusione tra Geigy (fondata nel 1758), Sandoz Laboratories (fondata nel 1876) e Ciba (fondata nel 1884), società che concentravano le ricerche nel mondo biotecnologico. Zeneca Agrochemicals faceva parte di Imperial Chemical Industries, colosso britannico fondato nel 1926.
Nel 2005 Syngenta si oppose alla messa al bando delle coltivazioni OGM per un periodo di 5 anni stabilito dal governo svizzero. Il 28 novembre 2005 lo stop agli OGM venne attivato, malgrado il parere contrario della Commissione europea e le proteste delle major del settore.
Nel giugno 2016 Erik Fyrwald, ex Univar, succede a John Ramsey, amministratore delegato ad interim dal novembre 2015. Nel luglio 2018 Gaoning "Frank" Ning subentra a Janwin Ren nel ruolo di presidente.

## Critiche

### Attività di lobbying negli USA
Syngenta, come altre società del settore, pratica forme di lobbying nei confronti di partiti politici statunitensi e candidati a cariche pubbliche. Nel 2012 i contributi a questa attività ammontavano a 267.902$, posizionandola al decimo posto tra le compagnie del settore. La spesa complessiva in attività di lobbying nel 2012 era pari a 1.150.000$, settima in assoluto tra le società del settore.